# Салига Юрій Тарасович
Ю́рій Тара́сович Сали́га (нар. 18 вересня 1972 року , м. Львів) — український учений-біолог, член-кореспондент Національної академії аграрних наук України,  доктор біологічних наук (біохімія), професор (091 «Біологія і біохімія»), директор Інституту біології тварин НААН України.

## Житєпис
Народився 18 вересня 1972 року в місті Львові в родині українських філологів - Салиги Тараса Юрійовича – відомого літературознавця і критика, заслуженого професора Львівського національного університету ім. Івана Франка та Салиги Надії Миколаївни – вчительки української мови і літератури
У 1979-1989 рр. навчався у львівській середній школі №4 з поглибленим вивченням англійської мови.
У 1994 р. закінчив біологічний факультет ((кафедра мікробіології) Львівського національного університету ім. Івана Франка, здобувши кваліфікацію: «Біолог. Викладач біології і хімії», цього ж року розпочав роботу в Інституті біології тварин НААН України на посаді інженера-біолога (1994—1996 рр.).
Протягом 1996—1999 рр. працював молодшим науковим співробітником та навчався в аспірантурі Інституту біології тварин НААН України за спеціальністю 03.00.13 «фізіологія людини і тварин».
29 березня 2001 р. у Львівському національному університеті ім. Івана Франка захистив дисертацію на тему: “Фізіолого-біохімічні та морфологічні зміни в слизовій оболонці шлунково-кишкового тракту телят у ранньому постнатальному періоді” на здобуття наукового ступеня кандидата біологічних наук.
10 листопада 2011 р. рішенням Атестаційної колегії МОН України отримав вчене звання старшого наукового співробітника.
17 травня 2016 р. в Інституті біології тварин НААН захистив дисертацію на тему: “Фізіолого-біохімічні механізми впливу хлорпірифосу та карбофурану на організм тварин” на здобуття наукового ступеня доктора біологічних наук.
У 2014-2015 н. рр. успішно пройшов студії за сертифікатною програмою з біоетики при Українському Католицькому університеті.
У 1994-2000 роках обіймав посади інженера, молодшого наукового співробітника, наукового співробітника Інституту біології тварин НААН.
У 1999-2001 роках – працював за сумісництвом асистентом кафедри мікробіології Львівського національного університету імені Івана Франка.
У 2008 році за сумісництвом на умовах контракту працював науковим співробітником Середземноморського інституту нейробіології, м. Марсель, Франція.
У 2007-2019 рр. завідувач лабораторії обміну речовин імені С. Гжицького Інституту біології тварин НААН.
У 2019 році обраний на посаду директора Інституту біології тварин НААН, яку обіймає дотепер.

## Наукова діяльність
Голова Вченої ради Інституту біології тварин НААН.
Голова Координаційно-методичної ради з виконання ПНД 43 «Адаптаційні процеси у високопродуктивних сільськогосподарських тварин за впливу екологічних та кліматичних чинників».
Член методичної комісії Інституту біології тварин НААН.
Головний редактор журналу «Біологія тварин».
Член Українського товариства нейронаук.
Українського фізіологічного товариства ім. П. Г. Костюка.
Співавтор понад 100 наукових праць, в тому числі п'яти монографій, одного довідника, трьох науково-методичних рекомендацій, трьох патентів України.
Завдяки отриманим грантам проходив наукові стажування у Латвії (Біостанція Ризького університету, м. Папе, 20 днів, 1994 р.), Швейцарії (Біоцентр Базельського Університету, м. Базель, 10 днів, 1998 р.), Франції (Середземноморський інститут нейробіології, м. Марсель 2003 — 9 міс., 2004 — 20 днів, 2008 — 6 міс., 2010 — 1 міс.).
Юрій Салига часто презентує результати своїх наукових досліджень на різноманітних наукових симпозіумах в Україні та за кордоном, зокрема, особисто доповідав на конференціях у Польщі (1991, 1994, 2008), Великобританії (1994), Мальті (1998), Німеччині (1996, 2002), Південно-Африканській Республіці (2002), Румунії (2006), Франції (2003, 2004, 2008, 2010). Також є основним співавтором конференційних матеріалів, представлених іншими виконавцями на наукових зібраннях у США, Словаччині, Швеції, Угорщині, Швейцарії, Польщі.

## Наукові зацікавлення
Дослідження фізіолого-біохімічних, нейробіологічних особливостей дії окремих фосфорорганічних сполук на розвиток і функціонування центральної нервової системи тварин.
Вивчення механізмів нейрогенезу в нормі і при патології.